# Achillea clusiana
Achillée de Clusius
Espèce
L'Achillée de Clusius (Achillea clusiana) est une espèce de plantes de la famille des Asteracées. Elle a été nommée en l'honneur du botaniste flamand Charles de L'Écluse.

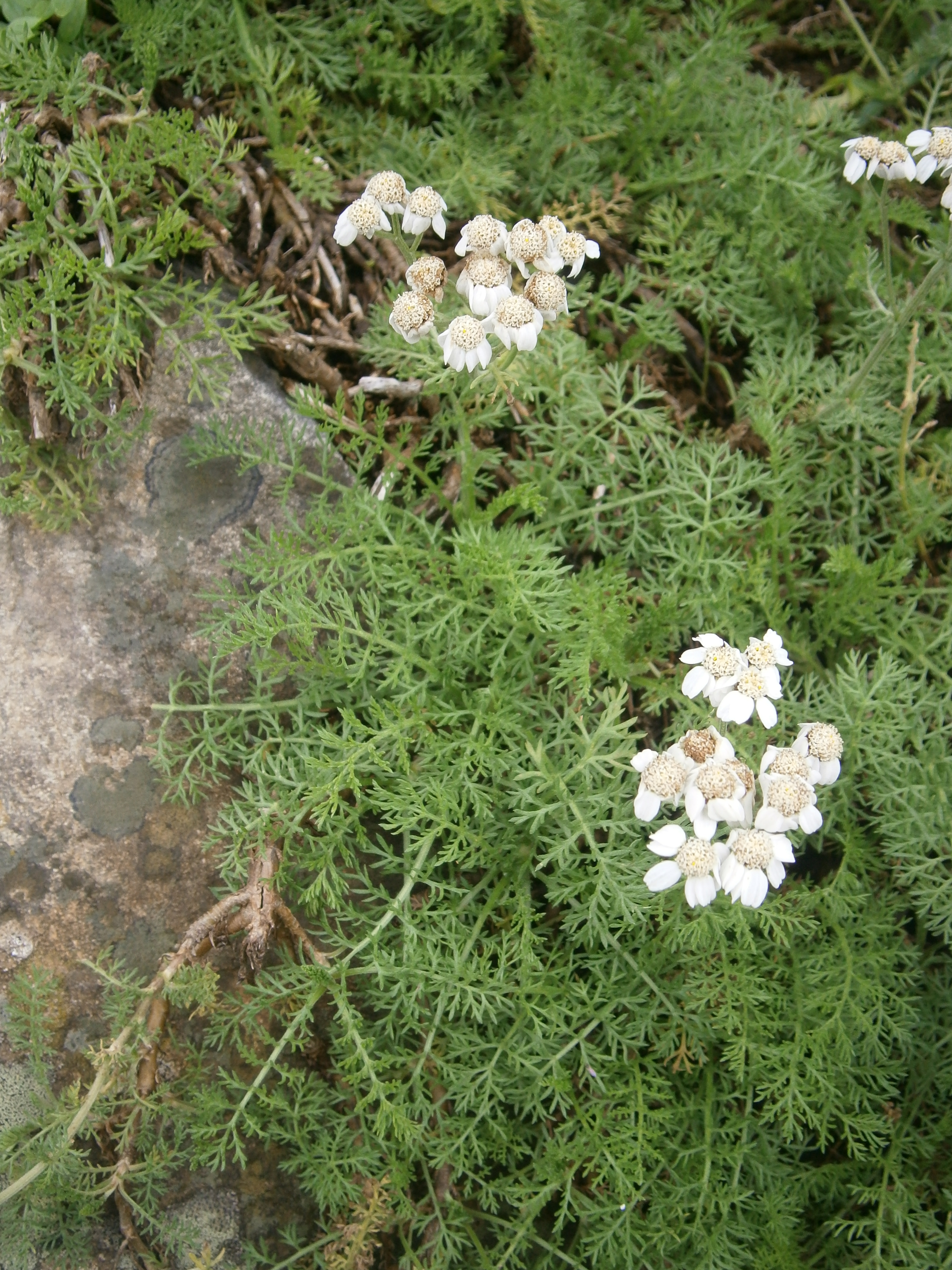
Achillea clusiana.